# اده داید
اده داید در امارات متحده عربی است که در umm al qawain واقع شده‌است.

## خصوصیات
اده داید ۱۲۱ متر بالاتر از سطح دریا واقع شده‌است.